# Добржанский, Александр Николаевич
Алекса́ндр Никола́евич Добржа́нский (1 мая 1873, Тифлисская губерния — 15 ноября 1937, Париж) — генерал-майор Русской императорской армии, участник Первой мировой войны. Кавалер ордена Святого Георгия 4-й степени и Георгиевского оружия. Один из инициаторов создания автомобильных войск в России, бессменный командир 1-й автомобильной пулемётной роты — первого в истории русской армии подразделения бронеавтомобилей. Участник Олимпийских игр 1912 года в Стокгольме.

## Биография
Православный. Из потомственных дворян. Уроженец Тифлисской губернии.
Окончил Тифлисский кадетский корпус (1891) и 2-е Константиновское военное училище по 1-му разряду (1893), откуда выпущен был подпоручиком в 149-й пехотный Черноморский полк.
В 1894 году был переведен в 1-й Кавказский стрелковый батальон, 6 мая 1896 года — в лейб-гвардии Егерский полк. 6 декабря 1897 года произведен в поручики, 6 декабря 1901 года — в штабс-капитаны. В 1900 году окончил курсы восточных языков при Азиатском департаменте МИД, где изучал турецкий, персидский и арабский. 30 апреля 1904 года назначен в распоряжение командующего войсками Кавказского военного округа, с оставлением в списках того же полка. 16 августа 1907 года произведен в капитаны, 14 апреля 1913 года — в полковники.
Был известен как один из лучших стрелков в Гвардии: награжден за стрельбу обыкновенным военным призом в 74 руб. (1894); на состязании офицеров в стрельбе в цель из винтовки выбил 1-й Императорский приз (1899, 1902); выбил 2-й Императорский приз (1900, 1903); выполнил условия получения приза (1901, 1902, 1903 - дважды).
В 1912 году капитан Добржанский был приглашен в состав сборной Российской империи для участия в Олимпийских играх в Стокгольме. Принял участие в семи стрелковых дисциплинах — индивидуальной и командной стрельбе по мишени «бегущий олень», индивидуальной стрельбе с дистанции 300 метров из произвольной винтовки, индивидуальной стрельбе с дистанции 300 и 600 метров из военной винтовки, индивидуальной стрельбе с дистанции 25 метров из малокалиберной винтовки, а также индивидуальной стрельбе с дистанции 50 метров из винтовки в положении лёжа.

## 1-я автомобильная пулеметная рота
С началом Первой мировой войны, 22 сентября 1914 года назначен командиром бронированной пулемётной автомобильной роты — первой в истории роты блиндированных автомобилей. Формирование роты было стремительным. Добржанский принимал самое непосредственное участие в разработке чертежей блиндированных автомобилей по проекту инженера-механика А. Я. Грауэна. Под его руководством происходило стремительное формирование роты, он же и повёл её в первый бой. Уже 19 октября 1914 года рота, укомплектованная восьмью бронеавтомобилями на базе отечественного шасси Руссо-Балт тип С, тяжелым пушечным автомобилем Маннесман-Мулаг, а также небронированными грузовиками «Бенц» и «Олдайс», отправляется на фронт.
Эффект первого боевого применения новой боевой части был ошеломляющим. Уже в первых боях под Лодзью 9-10 ноября 1914 года с применением бронеавтомобилей была доказана их необычайная эффективность. Примеры боевой доблести солдат и офицеров роты полковника Добржанского показательны. А известия о победе русских броневых частей были встречены в русском обществе с гордостью и энтузиазмом. Заслуги полковника Добржанского в этом нельзя недооценить.
Удостоен ордена Святого Георгия 4-й степени
За то, что, будучи командиром 1-й автомобильной пулеметной роты, 20 ноября 1914 года, узнав от командира 2-го взвода названной роты штабс-капитана Шулькевича о прорыве нашего фронта на фланге 19-го армейского корпуса, приказал об этом донести командиру названного корпуса, а сам лично донес в штаб 2-й армии и, получив разрешение на свою просьбу собрать к Пабиянице взводы своей роты, находившейся в подчинении вр. командовавшего 2-й армией Генерала Алиева, разбросанные по расходившимся от Лодзи дорогам, выехал обратно в Пабиянице, произвёл разведку дорог на открытом автомобиле под огнём неприятеля, дабы убедиться, что дороги не перекопаны и для того, чтобы выбрать места для засад для взводов бронированных автомобилей. Ночью направил взводы в выбранные места. Следствием таких распоряжений было то, что, когда перед рассветом 21 ноября немцы начали обход левого фланга 19-го армейского корпуса, то три колонны их в промежутке у деревни Кралев натолкнулись на взвод автомобилей штабс-капитана Гурдова, который врезался в них и огнём пулемета рассеял и отбросил. Когда отброшенные немцы повернули назад, то попали под огонь второй засады (2-го взвода) и, понеся громадные потери, совершенно бежали. Таким образом, действиями своей части полковник Добржанский в критический момент боя отбросил шедшего в обход левого фланга 19-го армейского корпуса противника в значительных силах, чем дал возможность названному корпусу удержать свои позиции.
.
За этот бой командовавший 4-м взводом штабс-капитан П. В. Гурдов также был награжден орденом Св. Георгия 4-й степени, а двенадцать нижних чинов 4-го взвода — Георгиевскими крестами 4-й степени (приказ войскам 2-й армии за № 1806 от 26 ноября 1914 года).
Пожалован Георгиевским оружием
За то, что 7 июля 1915 года в бою под гор. Пултуском, когда немцы, получив значительные подкрепления, перешли в контр-атаку и начали теснить наш правый фланг, выдвинул свои авто-пулеметы и авто-пушки и, руководя их огнем, отразил стремительный натиск противника, чем обеспечил нашим войскам спокойный отход на заранее подготовленные позиции. 10 июля во время общей атаки немцами Пултуской укрепленной позиции, под самым действительным огнем противника, выдвинул автопулеметный взвод, который, открыв в упор по противнику огонь, приостановил его наступление и дал возможность устроиться нашим частям на новой позиции.

## После Первой мировой
Эмигрировал во Францию, умер в Париже, похоронен на кладбище Пер-Лашез. Позже прах перенесён в Югославию.

## Награды
- Орден Святого Станислава 3-й ст. (ВП 6.12.1905)
- Орден Святой Анны 3-й ст. (1911)
- Орден Святого Станислава 2-й ст. (1913)
- Орден Святого Владимира 4-й ст. (ВП 6.04.1914)
- Орден Святого Владимира 3-й ст. с мечами (ВП 5.03.1915)
- мечи и бант к ордену Св. Владимира 4-й ст. (ВП 28.06.1915)
- Орден Святой Анны 2-й ст. с мечами (ВП 16.05.1916)
- Георгиевское оружие (ВП 26.09.1916)
- Орден Святого Георгия 4-й ст. (ПАФ 4.03.1917)